# Gustav Kastner-Kirdorf
Gustav Kastner-Kirdorf (n. 2 februarie 1881, Warnitz⁠(d), Brandenburg, Germania – d. 4 mai 1945, Berchtesgaden, Bavaria, Germania) a fost un general aviator german care a îndeplinit funcții de comandă în Luftwaffe în timpul celui de-al Doilea Război Mondial.

## Tinerețea
A urmat studii la Universitatea Tehnică din Berlin în perioada 1899-1904. În 1899 a devenit membru al fraternității Burschenschaft Hevellia Berlin. Kirdorf s-a înrolat la 5 februarie 1904 ca Fahnenjunker în Regimentul 25 Infanterie „von Lützow” (1 Renan). Acolo a fost mai întâi ofițer de companie, mai târziu adjutant al Batalionului 1 și apoi adjutant al regimentului până la 21 martie 1914. În această perioadă a fost avansat la gradele de Fahnenjunker-Gefreiter (19 februarie 1904), Fahnenjunker-Unteroffizier (30 mai 1904), Fähnrich (15 septembrie 1904), Leutnant (15 noiembrie 1904) și Oberleutnant (19 noiembrie 1911). Mai târziu, din 22 martie până în 3 august 1914, a fost ofițer de companie în Regimentul 17 Infanterie Graf Barfuß (4 Westfalian). Aici și-a încheiat pregătirea de pilot militar în iulie 1914.
S-a căsătorit cu Adele Kirdorf, fiica influentului industriaș minier Adolph Kirdorf, și și-a schimbat numele în Kastner-Kirdorf.

## Primul Război Mondial
Odată cu izbucnirea Primului Război Mondial, Kastner a îndeplinit în perioada 4 august - 10 septembrie 1914 funcția de ofițer de stat major și conducător al detașamentului aerian al Corpului XIV (Imperiul German). A fost apoi pilot de avion și observator în Compania aeriană de câmp 39 (11 septembrie - 19 noiembrie 1914), ofițer cu sarcini speciale (20 noiembrie 1914 - 9 februarie 1915) și comandant (10 februarie - 13 aprilie 1915) al Batalionului O „Porumbei Călători”, comandant al Companiei aeriene de câmp 62 (13 aprilie - 2 august 1915) și comandant al Escadrilei de luptă 2 (2 august 1915 - 2 august 1916). În această perioadă, la 28 noiembrie 1914, a fost avansat la gradul de Hauptmann (căpitan).
La 2 august 1916 a fost cooptat în statul major al comandantului Aviației din Armata I, iar apoi a îndeplinit funcția de șef de departament în Comandantul general al Forțelor Aeriene (Kogenluft) (17 decembrie 1916 - 15 ianuarie 1919), pe care a exercitat-o până la sfârșitul războiului. După o scurtă permisie, el a fost numit în postul de comandant al bazei aeriene Neuruppin la 23 ianuarie 1919 și a părăsit serviciul militar la 8 iunie 1919. Ulterior, la 20 octombrie 1919, a fost înaintat la gradul de maior.

## Reichswehr
La 1 august 1927 Kastner a fost angajat în Reichswehr ca funcționar civil și a finalizat în această calitate, până la sfârșitul lui septembrie 1930, pregătirea secretă de aviator la Școala de la Lipețk (Uniunea Sovietică). După întoarcerea în Germania a fost numit șeful departamentului de publicitate al Asociației Germane a Sporturilor Aeriene. El a deținut această funcție de la 1 octombrie 1930 până la sfârșitul lunii martie 1934.

## Luftwaffe și Al Doilea Război Mondial

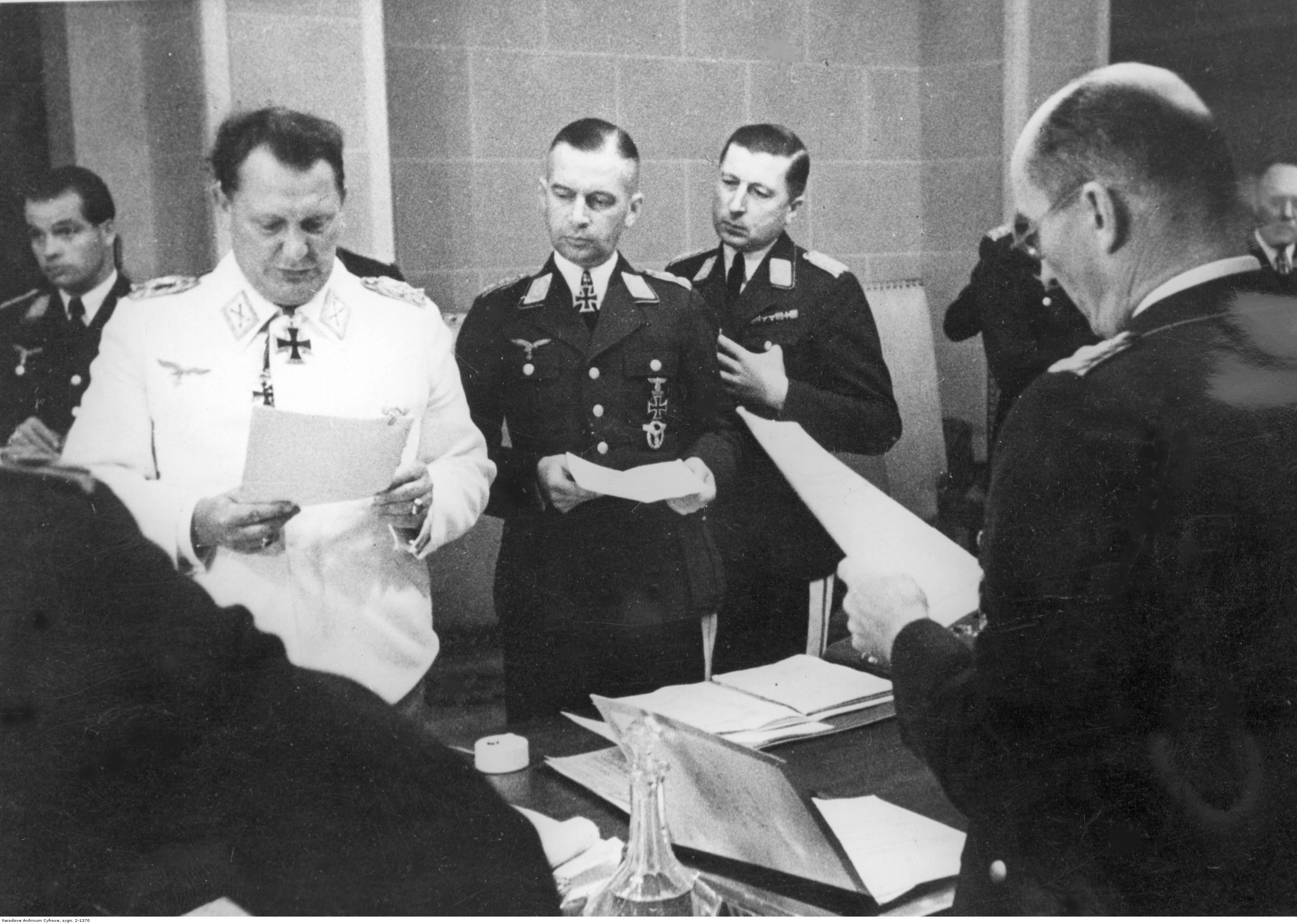
Emiterea unui ordin pentru trupele germane de pe Frontul de Est. De la stânga la dreapta: mareșalul Göring și generalii Jeschonnek, Waldau și Kastner-Kirdorf (iunie 1941).

La 1 aprilie 1934 Kastner a fost angajat ca ofițer L în cadrul Luftwaffe și a lucrat ca șef al pregătirii pentru zbor a Ministerului Aviației (1 aprilie 1934 - 30 iunie 1938) și comandant al bazei aeriene din Berlin-Staaken (1 iulie 1934 - 30 iunie 1938). A fost avansat în această perioadă la gradele de Oberstleutnant (locotenent-colonel, 1 aprilie 1934) și Oberst (colonel, 1 octombrie 1935), apoi a redevenit ofițer activ la 1 octombrie 1937.
Avansat la gradul de general-maior la 1 iunie 1938, Kastner a îndeplinit funcțiile de comandant al școlilor de pilotaj și al batalionului de rezervă 2 și mai târziu 3 (1 iulie - 1 octombrie 1938) și comandant superior al pregătirii piloților (2 octombrie - 31 decembrie 1938), apoi, după o scurtă detașare în Ministerul Aerului (1-31 ianuarie 1939), a fost numit la 1 februarie 1939 șeful Biroului Personal al Luftwaffe. A deținut această funcție mai mult de patru ani, până la 23 martie 1943, timp în care a izbucnit cel de-al Doilea Război Mondial și a fost avansat la gradele de general-locotenent (1 ianuarie 1940) și General der Flieger (1 iulie 1941).
După o perioadă în care a fost ofițer cu sarcini speciale în cadrul Ministerului Aerului (23 martie - 14 aprilie 1943), generalul Kastner a fost numit la 15 aprilie 1943 în funcția de șef al Biroului pentru Execuții și Grațieri al Luftwaffe, pe care a îndeplinit-o până la sfârșitul războiului. La 4 mai 1945 Gustav Kastner-Kirdorf s-a sinucis, împușcându-se în cap. În cartea sa, Beyond Band of Brothers: The War Memoirs of Major Dick Winters (2006), maiorul american Richard Winters povestește că a găsit corpul lui Kastner-Kirdorf în spațiile personale ale lui Göring de la Berchtesgaden.

## Decorații
- Crucea de Fier (1914) cl. a II-a și cl. I
- Insigna de pilot militar (Prusia)
- Crucea de onoare a Războiului Mondial 1914/1918 cu spade
- Medalia pentru serviciu îndelungat în Wehrmacht cl. IV-II
- Crucea de merit pentru război (1939) cl. II și cl. I cu spade
- Insigna de pilot-observator
- Ordinul „Steaua României” cu spade în gradul de Mare Ofițer (5 ianuarie 1942) „pentru activitatea depusă la Marele Cartier al Aerului, contribuit într'o largă măsură la conducerea operațiunilor în lupta contra bolșevismului, ducând aviația la victorii”[6]
- Crucea Germană de argint (26 iulie 1943)[7]
- Ordinul „Steaua României” cu spade în gradul de Mare Ofițer (20 decembrie 1943)[8]